# سیارک ۲۹۲۰۳
سیارک ۲۹۲۰۳ (به انگلیسی: 29203 Schnitger، نامگذاری:1991GS10) بیست و نه هزار و دویست و سومین سیارک کشف شده‌است که در ۹ آوریل ۱۹۹۱ کشف شد.